# Carl Gustav M/45
Pour les articles homonymes, voir Carl Gustav.
Le Carl Gustav M/45 est un pistolet-mitrailleur d'origine suédoise simple et robuste dérivé mécaniquement du Sten MK 2, conçu par Gunnar Johnsson, adopté en 1945 (d'où l'appellation M/45), et fabriqué à la Gevärsfaktori Carl Gustafs Stads, à Eskilstuna, en Suède. Le dernier utilisateur du M45 fut la Garde territoriale suédoise (Hemvärnet). Remplacé progressivement par l'AK 4 et l'AK 5, il a été retiré du service en 2003.

## Présentation

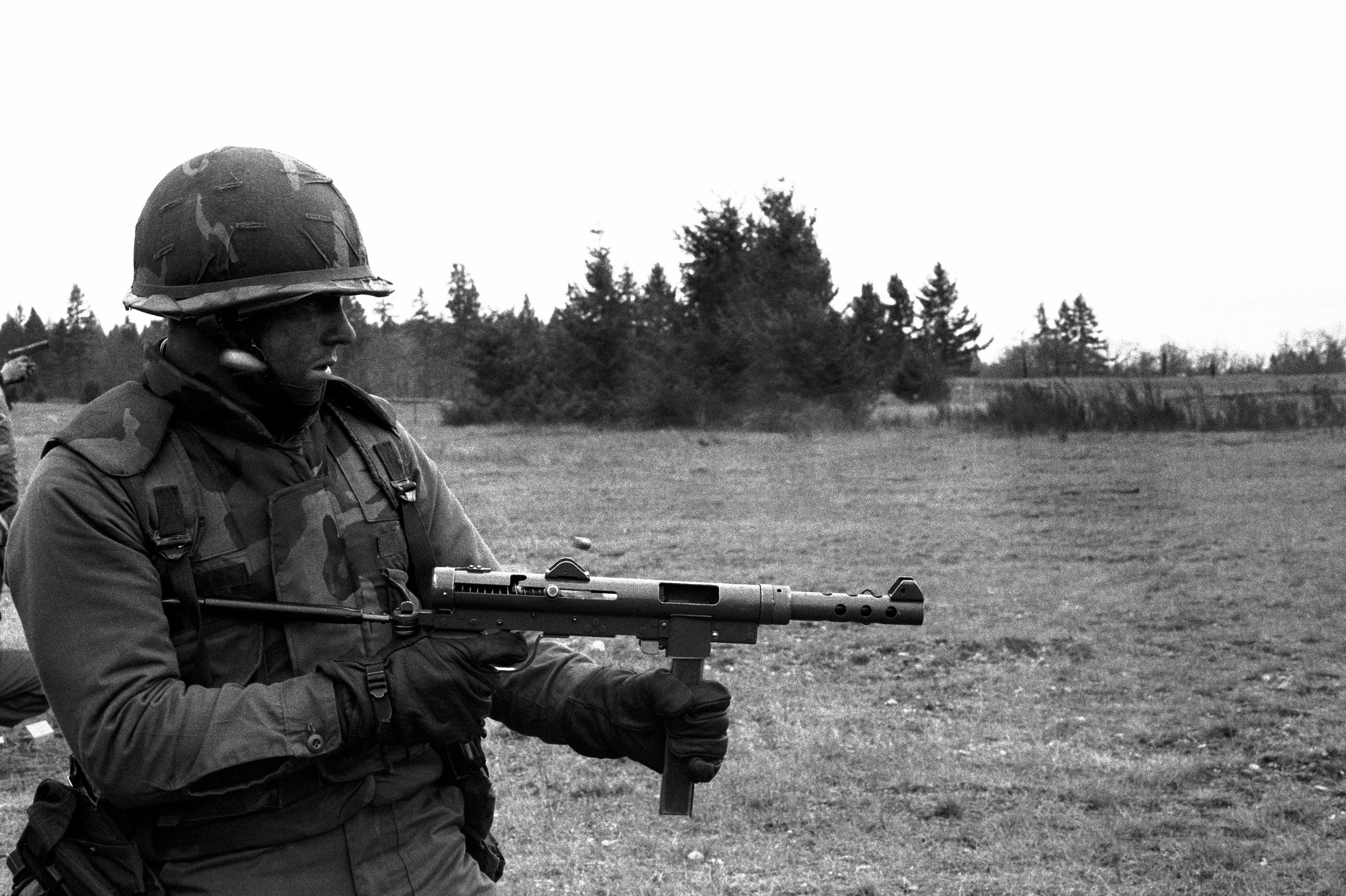
Soldat américain armé d'un KP m/45

Ce pistolet-mitrailleur fut développé par la compagnie d'armement Bofors Carl Gustav. Très inspiré du Suomi KP Mle 1931 finlandais, il répondait aux principaux critères de qualité de l'époque et fut fabriqué à quelque 300 000 exemplaires pour l'armée suédoise. Des copies furent fabriquées un peu partout dans le monde, notamment en Égypte.
Il a été développé en 1944-45. Deux modèles ont été testés en 1944, un fabriqué par Bofors Carl Gustav et l'autre par Husqvarna AB Vapenfabrik. Le prototype de Bofors Carl Gustav a été choisi pour un développement ultérieur. La première version a été adoptée en 1945 sous le nom M45 Kpist (K-pist signifie Kulsprutepistol ou « pistolet gicleur de cartouches »...).

## Variantes
- Première production : Carl Gustav M/45
- La production générale : Carl Gustav M/45B
- Cérémonies et à l'ONU : Carl Gustav M/45C (le M/45C est en fait un M/45B mais avec une baïonnette)
- Police : Carl Gustav M/45E avec un lance-grenades lacrymogènes

## Diffusion des armes suédoises
Ces armes ont été utilisées durant la crise congolaise et la guerre du Viêt Nam. Les armes fournies à l'armée indonésienne ont connu le feu au Timor oriental. La production totale est estimée à 300 000 pistolets-mitrailleurs selon J. Huon.

## Diffusion des armes égyptiennes
Le M/45 a été fabriqué sous licence en Égypte, comme le PM  Port Said. L'outillage nécessaire à la production, ainsi que l'assistance technique, ont été vendus par la Suède à l'Égypte au cours des années 1950. Le  PM Akaba, sa version simplifiée, a un canon légèrement plus court et la crosse pliante a été remplacée par une crosse télescopique semblable à celle utilisée sur les M3A1 américains.

## Utilisation par les États-Unis en Asie du Sud
Pendant la guerre du Viêt Nam, les SEAL de l'US Navy ont largement utilisé le Carl Gustav M/45. Une des qualités de cette arme  à feu, c'est que le M/45 peut tirer presque immédiatement hors de l'eau (sur la plage). Le M/45 a également été utilisé par les agents de la CIA et les conseillers. Les responsables de l'US Navy ont été tellement impressionnés par le M/45 que lorsque la Suède a commencé l'exportation de cette arme aux États-Unis en 1966, Smith & Wesson a eu pour tâche de produire une copie. Elle a été désignée Smith & Wesson M76. Cependant, au moment où le M76 était prêt pour le déploiement sur le terrain, les SEAL avaient terminé la plupart de leurs missions en Asie. 

## Utilisateurs
- Algérie
- Égypte : fabriqués localement sous licence en tant que Akaba
- Estonie : Marine estonienne
- États-Unis
- Indonésie : fabriqués localement sous licence
- Irlande
- Paraguay
- Suède